# CTBS
CTBS (англ. Chitobiase) – білок, який кодується однойменним геном, розташованим у людей на короткому плечі 1-ї хромосоми.  Довжина поліпептидного ланцюга білка становить 385 амінокислот, а молекулярна маса — 43 760.
| 10         |  | 20         |  | 30         |  | 40         |  | 50         |
| ---------- |  | ---------- |  | ---------- |  | ---------- |  | ---------- |
| MSRPQLRRWR |  | LVSSPPSGVP |  | GLALLALLAL |  | LALRLAAGTD |  | CPCPEPELCR |
| PIRHHPDFEV |  | FVFDVGQKTW |  | KSYDWSQITT |  | VATFGKYDSE |  | LMCYAHSKGA |
| RVVLKGDVSL |  | KDIIDPAFRA |  | SWIAQKLNLA |  | KTQYMDGINI |  | DIEQEVNCLS |
| PEYDALTALV |  | KETTDSFHRE |  | IEGSQVTFDV |  | AWSPKNIDRR |  | CYNYTGIADA |
| CDFLFVMSYD |  | EQSQIWSECI |  | AAANAPYNQT |  | LTGYNDYIKM |  | SINPKKLVMG |
| VPWYGYDYTC |  | LNLSEDHVCT |  | IAKVPFRGAP |  | CSDAAGRQVP |  | YKTIMKQINS |
| SISGNLWDKD |  | QRAPYYNYKD |  | PAGHFHQVWY |  | DNPQSISLKA |  | TYIQNYRLRG |
| IGMWNANCLD |  | YSGDAVAKQQ |  | TEEMWEVLKP |  | KLLQR      |  |            |

A: Аланін

C: Цистеїн

D: Аспарагінова кислота

E: Глутамінова кислота

F: Фенілаланін

G: Гліцин

H: Гістидин

I: Ізолейцин

K: Лізин

L: Лейцин

M: Метіонін

N: Аспарагін

P: Пролін

Q: Глутамін

R: Аргінін

S: Серин

T: Треонін

V: Валін

W: Триптофан

Кодований геном білок за функціями належить до гідролаз, глікозидаз. 
Задіяний у такому біологічному процесі як поліморфізм. 
Локалізований у лізосомі.